# Denny Hulme
Denis Clive „Denny“ Hulme OBE (18. června 1936 – 4. října 1992) byl novozélandský pilot Formule 1, mistr světa z roku 1967.

## Formule 1
- 1965 Brabham – 11. místo, 5 bodů
- 1966 Brabham – 4. místo, 18 bodů
- 1967 Brabham – Mistr světa, 55 bodů
- 1968 McLaren – 3. místo, 33 bodů
- 1969 McLaren – 6. místo, 20 bodů
- 1970 McLaren – 4. místo, 25 bodů
- 1971 McLaren – 13. místo, 9 bodů
- 1972 McLaren – 3. místo, 39 bodů
- 1973 McLaren – 6. místo, 26 bodů
- 1974 McLaren – 7. místo, 20 bodů